# Hypericum dolabriforme
Hypericum dolabriforme är en johannesörtsväxtart som beskrevs av Étienne Pierre Ventenat. Hypericum dolabriforme ingår i släktet johannesörter, och familjen johannesörtsväxter. Inga underarter finns listade i Catalogue of Life.

## Bildgalleri

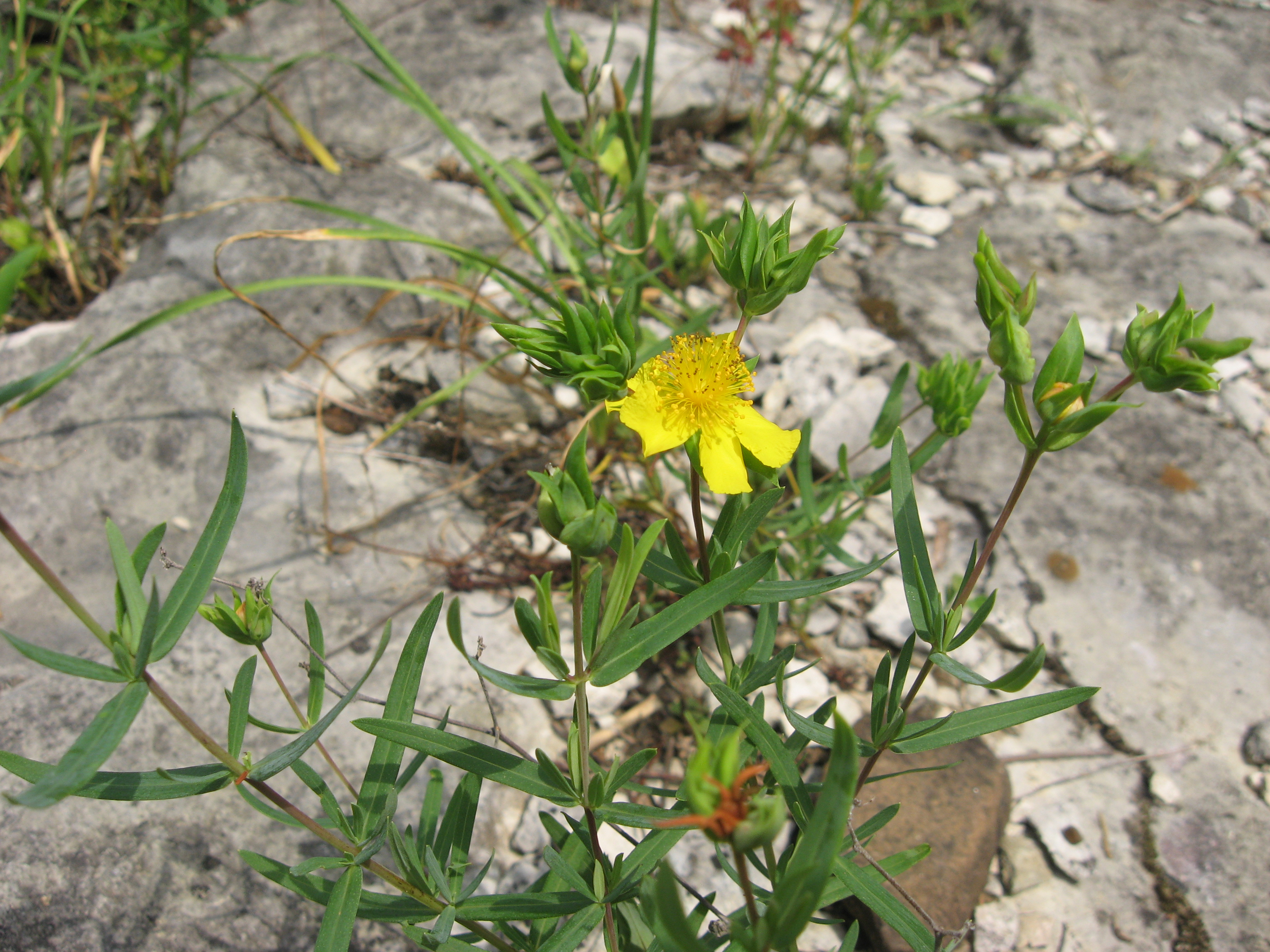